# Campeonato Paraense de Futebol de 2021
O Campeonato Paraense de Futebol de 2021, (por questões de patrocínio, Campeonato Paraense Banpará de 2021), foi a 109ª edição da principal divisão de futebol do Pará.
O campeonato deste ano conta com o retorno da tradicional Tuna Luso, que já conquistou o título da competição 10 vezes porém não disputava a fase principal do campeonato desde 2013, além do retorno também do conhecido clube indígena do Pará, o Gavião Kyikatejê.
Nesta edição, o tradicional Estádio Mangueirão entrou em reforma na última semana de março para se adequar aos padrões FIFA, com isso o estádio que foi palco das finais do estadual na era moderna, ficará impossibilitado de uso por um período inicialmente estipulado em dezoito meses.
A edição de 2021 conta com 12 equipes devido não haver rebaixados em 2020 em razão da Pandemia de COVID-19.
Devido o aumento de casos de COVID-19 no Estado, o campeonato foi paralisado no dia 15 de março, logo após o cumprimento da 3ª rodada. 
No dia 27 de março em coletiva a imprensa o governador do estado modificou o bandeiramento da região metropolitana para a bandeira vermelha, porém para preparar o retorno do campeonato a federação descidiu pela volta do campeonato apenas no dia 3 de abril. 
A final do campeonato ocorreu entre Paysandu e Tuna Luso (Clássico Pa-Tu), final esta que não ocorria desde a edição de 2002. De um lado os bicolores, que são os maiores vencedores da competição (48 títulos) e atuais campeões, contra a 'águia guerreira do souza', que já venceu a competição 10 vezes e que surpreendeu na edição após passar 7 anos sem disputar a fase principal e em seu retorno conquistando vaga na Série D e Copa do Brasil da próxima temporada.
A Tuna saiu na frente na disputa ao vencer pelo placar de 4x2 no Estádio do Souza, porém o Paysandu mostrou superioridade e superação no jogo da volta, aonde após uma partida muito intensa, a equipe bicolor venceu pelo placar de 4x1 (6x5 no agregado) no Estádio Banpará Curuzu, conquistando assim o bicampeonato paraense e o seu 49º título estadual, assim alcançando a marca do 2º lugar no ranking de maiores campeões estaduais do Brasil. 
A finalíssima do Parazão contou com a presença do Presidente da CBF, Rogério Caboclo, além de um minuto de silêncio em homenagem a Fran Costa, técnico paraense conhecido como Rei do acesso. 

## Regulamento
O campeonato passou por uma mudança no formato de disputa, com a formação de três grupos, com o intuito de diminuir as datas necessárias para finalizar a disputa.
1. O Campeonato é formado por três grupos denominados A, B e C;
2. Cada equipe enfrentará os 8 membros dos outros dois grupos;
3. Os dois mais bem classificados de cada grupo avançam para às quartas de final;
4. Dentre os três participantes que terminarem em 3º lugar de seus grupos, aqueles dois que estiverem com a melhor pontuação, também avançam às quartas de final;
5. as duas piores equipes na classificação geral, estarão rebaixadas para a 2ª Divisão.

### Critérios de Desempate

#### Primeira Fase
1. Pontuação
2. Vitórias
3. Saldo de Gols
4. Gols Pró

#### Fase Final
1. Disputas de ida e volta, em caso de empate ao final dos 180 minutos, a vaga (ou título) será definida(o) nas cobranças de pênalti

- Quartas de final

Os oitos clubes classificados na 1ºfase se organizarão conforme a seguinte ordem: os três melhores clubes de cada grupo ocuparão a 1º, 2º e 3º classificação da fase de grupos considerando o índice técnico entre eles, os três segundos colocados de cada grupo irão ocupar a 4º, 5º e 6º classificação da fase de grupos considerando o índice técnico entre eles, e os 7º e 8º classificados da fase 
de grupos irão ser ocupadas pelos dois melhores entre os 3º dos grupos,também considerando o índice técnico entre eles.
Assim, os confrontos da segunda fase serão divididos em grupos D, 
E, F e G e se darão,respectivamente, da seguinte forma: Grupo D - 1º classificado da fase de grupos X 8º classificado, Grupo E – 2º classificado X 7º classificado, Grupo F – 3º classificado X 6º classificado e Grupo G – 4º classificado X 5º classificado. O mando de jogo da partida de volta será das equipes com melhor índice técnico, sendo que esses confrontos serão em jogos de ida e volta. Saindo 4 times para a 3º fase, os melhores de cada grupo que se enfrentarão na semifinal.
- Semifinais

os quatro clubes classificados na 2ª fase, os vencedores dos grupos “D”, “E”, “F” e “G”, se reorganizarão em dois grupos, sendo o grupo “I” formado pelo confronto do vencedor do jogo 
grupo “D” X vencedor do grupo “G”, e o grupo “J” formado pelo vencedor do grupo “E” X vencedor do grupo “F”. Esses confrontos se darão em jogos de ida e volta. Considerando o critério técnico estabelecido na reunião do Conselho Técnico do dia 01/02/2021, os perdedores de cada grupo se 
enfrentarão na 4º fase na disputa de 3º e 4º e os ganhadores de cada 
grupo se enfrentaram na 4º fase na final.
- Final e 3 terceiro colocado

disputa da 3º e 4º e a Final – A disputa de 3º e 4º colocado se dará pelo perdedor do grupo “J” X perdedor do grupo “I” e a disputa da Grande Final será dada pelo vencedor do grupo “J” X vencedor do grupo “I”. Essas disputas se darão em jogos de ida e volta. O vencedor da disputa de 3º e 4º ficará classificado como 3º colocado do Parazão BANPARÁ 2021, e o perdedor ficará com a 4.ª posição. O vencedor da 
Final será o clube que conquistar o maior número de pontos ganhos após o encerramento dos dois jogos e será considerado o Campeão do Parazão BANPARÁ 2021 e consequentemente o perdedor será o Vice-Campeão do Parazão BANPARÁ 2021.

## Equipes participantes

### Promovidos e rebaixados
| Pos. | Rebaixados da Primeira Divisão de 2020 |
| ---- | -------------------------------------- |
| 9º   | Não Houve                              |
| 10º  | Não Houve                              |

| Pos. | Promovido da Segunda Divisão de 2020 |
| ---- | ------------------------------------ |
| 1º   | Tuna Luso                            |
| 2º   | Gavião Kyikatejê                     |

### Informações das equipes
| Aumento | Equipe promovida da Segunda Divisão de 2020 |

- ^  F1. Devido condições insuficientes de realizar partidas no Estádio Jaime Sena Pimentel, o Itupiranga disputará seus confrontos como mandante por questões de proximidade, no estádio Zinho de Oliveira em Marabá.
- ^  F2. Considerando a não possibilidade de haver público nos estádios, para conter gastos e longas viagens, a equipe do Tapajós manda seus jogos em Belém.

## Estádios

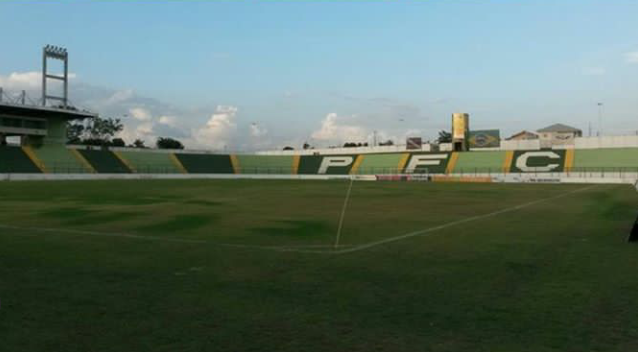
Arena Verde (Paragominas)
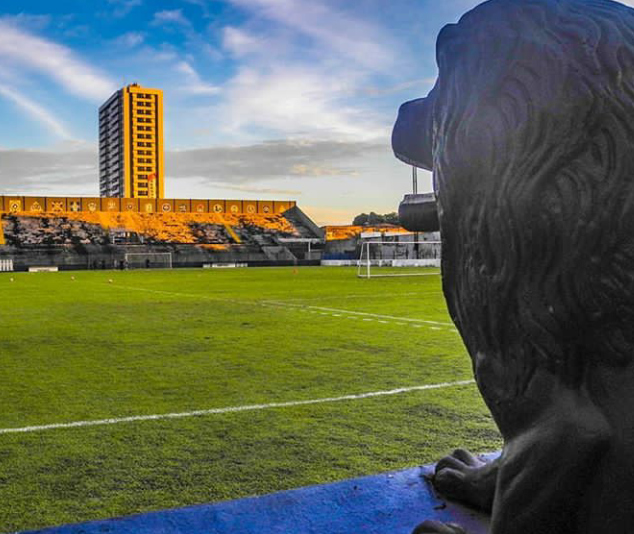
Banpará Baenão (Belém)
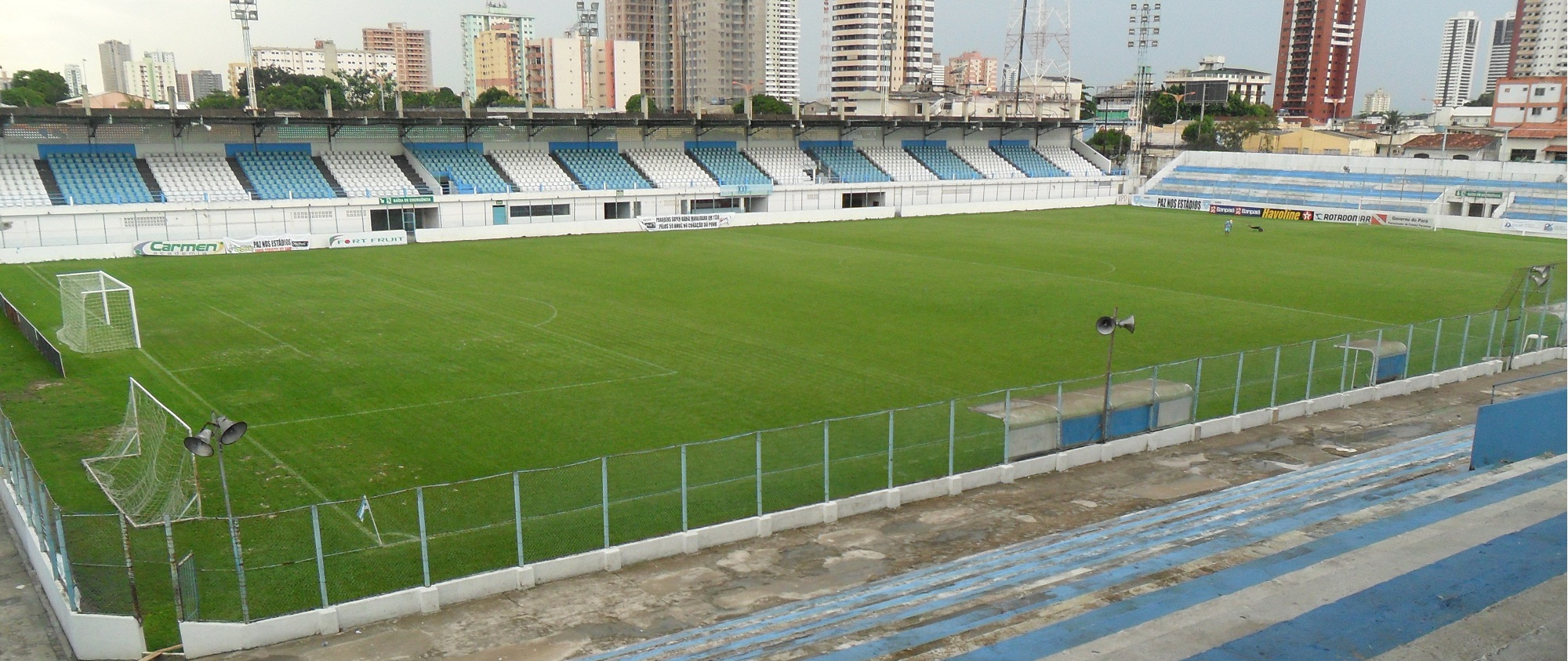
Banpará Curuzu (Belém)
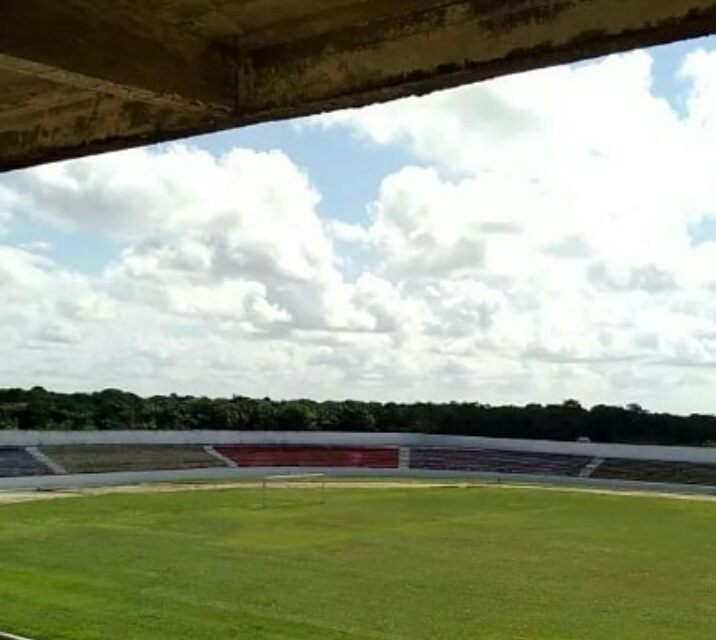
Diogão (Bragança)
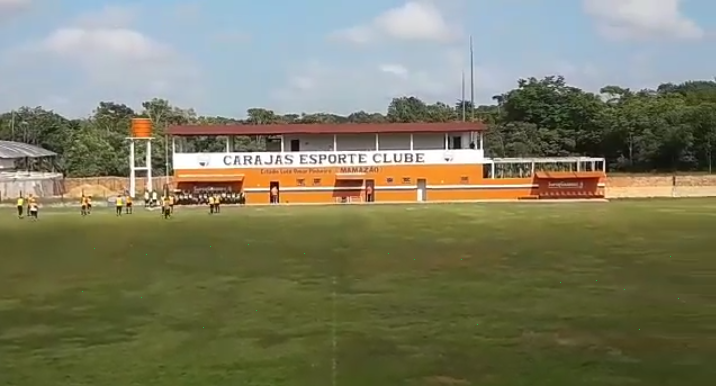
Mamazão (Outeiro)
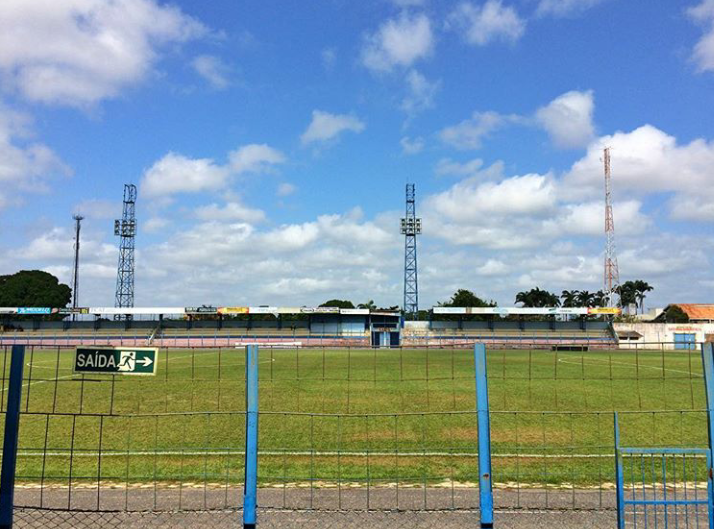
Modelão (Castanhal)
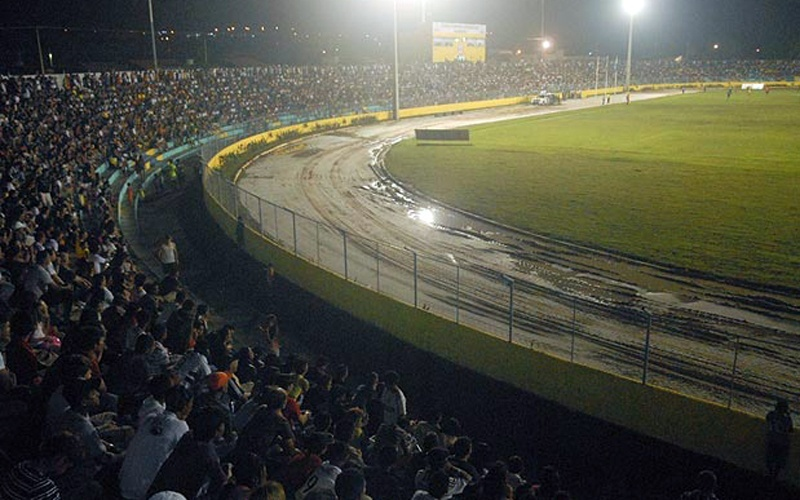
Navegantão (Tucuruí)
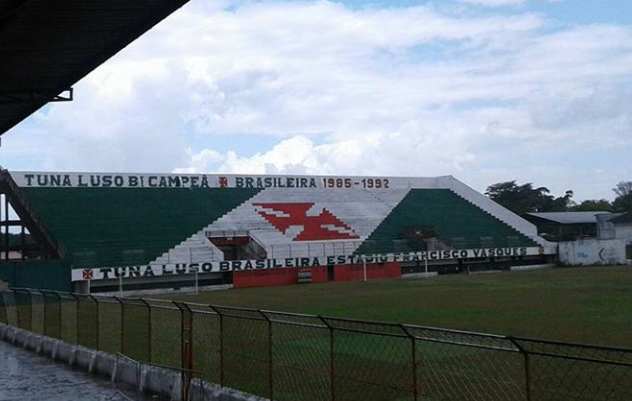
Souza (Belém)
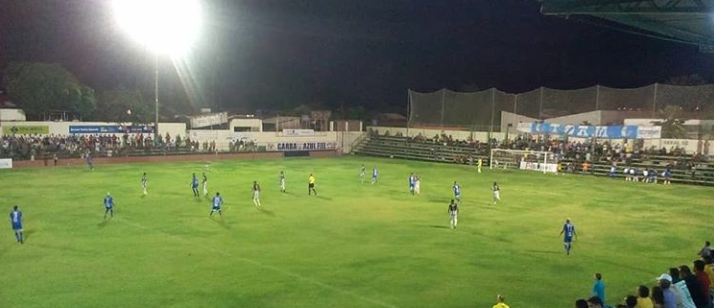
Zinho de Oliveira (Marabá)

## Primeira Fase

### Grupo A
| Pos | Equipe           | PG | Jogos | Jogos | Jogos | Jogos | Gols | Gols | Gols | Aprov | Classificação       |
| Pos | Equipe           | PG | #     | V     | E     | D     | GP   | GS   | SG   | %     | Classificação       |
| --- | ---------------- | -- | ----- | ----- | ----- | ----- | ---- | ---- | ---- | ----- | ------------------- |
| 1   | Paysandu         | 19 | 8     | 6     | 1     | 1     | 12   | 6    | +6   | 79    | Quartas de final    |
| 2   | Itupiranga       | 11 | 8     | 3     | 2     | 3     | 4    | 5    | –1   | 46    | Quartas de final    |
| 3   | Bragantino-PA    | 8  | 8     | 1     | 5     | 2     | 15   | 16   | –1   | 33    | Terceiros Colocados |
| 4   | Gavião Kyikatejê | 3  | 8     | 0     | 3     | 7     | 8    | 21   | –13  | 12    | Eliminado           |

### Grupo B
| Pos | Equipe    | PG | Jogos | Jogos | Jogos | Jogos | Gols | Gols | Gols | Aprov | Classificação       |
| Pos | Equipe    | PG | #     | V     | E     | D     | GP   | GS   | SG   | %     | Classificação       |
| --- | --------- | -- | ----- | ----- | ----- | ----- | ---- | ---- | ---- | ----- | ------------------- |
| 1   | Remo      | 20 | 8     | 6     | 2     | 0     | 18   | 9    | +9   | 83    | Quartas de final    |
| 2   | Tuna Luso | 12 | 8     | 3     | 3     | 2     | 20   | 13   | +7   | 50    | Quartas de final    |
| 3   | Tapajós   | 7  | 8     | 1     | 4     | 3     | 7    | 9    | –2   | 29    | Terceiros Colocados |
| 4   | Carajás   | 5  | 8     | 1     | 2     | 5     | 5    | 11   | –6   | 21    | Eliminado           |

### Grupo C
| Pos | Equipe          | PG | Jogos | Jogos | Jogos | Jogos | Gols | Gols | Gols | Aprov | Classificação       |
| Pos | Equipe          | PG | #     | V     | E     | D     | GP   | GS   | SG   | %     | Classificação       |
| --- | --------------- | -- | ----- | ----- | ----- | ----- | ---- | ---- | ---- | ----- | ------------------- |
| 1   | Independente-PA | 13 | 8     | 3     | 4     | 1     | 10   | 6    | +4   | 54    | Quartas de final    |
| 2   | Castanhal       | 11 | 8     | 2     | 5     | 1     | 11   | 9    | +2   | 46    | Quartas de final    |
| 3   | Águia de Marabá | 8  | 8     | 1     | 5     | 2     | 6    | 7    | –1   | 33    | Terceiros Colocados |
| 4   | Paragominas     | 7  | 8     | 1     | 4     | 3     | 10   | 14   | –4   | 29    | Eliminado           |

### Terceiros Colocados
| Pos | Equipe          | PG | Jogos | Jogos | Jogos | Jogos | Gols | Gols | Gols | Aprov | Classificação    |
| Pos | Equipe          | PG | #     | V     | E     | D     | GP   | GS   | SG   | %     | Classificação    |
| --- | --------------- | -- | ----- | ----- | ----- | ----- | ---- | ---- | ---- | ----- | ---------------- |
| 1   | Bragantino-PA   | 8  | 8     | 1     | 5     | 2     | 15   | 16   | –1   | 33    | Quartas de final |
| 2   | Águia de Marabá | 8  | 8     | 1     | 5     | 2     | 6    | 7    | –1   | 33    | Quartas de final |
| 3   | Tapajós         | 7  | 8     | 1     | 4     | 3     | 7    | 9    | –2   | 29    | Eliminado        |

### Confrontos
|                 | AGM | BCP | CAR | CAS | GAV | IND | ITP | PGM | PAY | REM | TAP | TUN |
| --------------- | --- | --- | --- | --- | --- | --- | --- | --- | --- | --- | --- | --- |
| Águia de Marabá | —   |     |     |     | 1–1 |     | 0–1 |     |     | 1–1 |     | 3–2 |
| Bragantino      | 0–0 | —   |     |     |     |     |     | 4–4 |     | 2–3 | 2–2 |     |
| Carajás         | 0–0 | 0–2 | —   |     |     |     |     | 0–0 | 1–2 |     |     |     |
| Castanhal       |     | 1–1 | 2–0 | —   |     |     | 1–0 |     |     |     |     | 1–1 |
| Gavião          |     |     | 1–3 | 2–2 | —   | 0–2 |     |     |     |     |     | 1–6 |
| Independente    |     | 1–1 | 2–0 |     |     | —   |     |     | 0–1 |     | 1–0 |     |
| Itupiranga      |     |     | 1–0 |     |     | 0–0 | —   | 2–3 |     |     | 1–0 |     |
| Paragominas     |     |     |     |     | 1–1 |     |     | —   | 0–2 | 0–1 | 0–0 |     |
| Paysandu        | 1–0 |     |     | 1–1 |     |     |     |     | —   | 2–4 |     | 2–0 |
| Remo            |     |     |     | 2–1 | 4–1 | 2–2 | 1–0 |     |     | —   |     |     |
| Tapajós         | 1–1 |     |     | 2–2 | 4–1 |     |     |     | 0–1 |     | —   |     |
| Tuna Luso       |     | 5–3 |     |     |     | 2–2 | 0–0 | 4–1 |     |     |     | —   |

| Vitória do mandante Vitória do visitante Empate | Em vermelho os jogos da próxima rodada; Em negrito os jogos "clássicos". |

## Fase Final
Em itálico, as equipes que disputarão a primeira partida como mandante. Em negrito, as equipes classificadas.
|  |  |

|  | Quartas-de-final | Quartas-de-final | Quartas-de-final | Quartas-de-final |       |                | Semifinais     | Semifinais     | Semifinais     | Semifinais     |  |           | Final           | Final           | Final           | Final           |  |  |
|  | 1 a 5 de Maio    | 1 a 5 de Maio    | 1 a 5 de Maio    | 1 a 5 de Maio    |       |                | 9 e 12 de Maio | 9 e 12 de Maio | 9 e 12 de Maio | 9 e 12 de Maio |  |           | 16 e 23 de Maio | 16 e 23 de Maio | 16 e 23 de Maio | 16 e 23 de Maio |  |  |
|  |                  |                  |                  |                  |       |                |                |                |                |                |  |           |                 |                 |                 |                 |  |  |
|  | Remo             | 3                | 1                | 4                |       |                |                |                |                |                |  |           |                 |                 |                 |                 |  |  |
|  | Águia de Marabá  | 1                | 0                | 1                |       |                |                |                |                |                |  |           |                 |                 |                 |                 |  |  |
|  | Águia de Marabá  | 1                | 0                | 1                |       | Remo           | 1              | 1              | 2 (5)          |                |  |           |                 |                 |                 |                 |  |  |
|  |                  |                  |                  |                  |       | Remo           | 1              | 1              | 2 (5)          |                |  |           |                 |                 |                 |                 |  |  |
|  |                  | Tuna Luso (pen)  | 1                | 1                | 2 (6) |                |                |                |                |                |  |           |                 |                 |                 |                 |  |  |
|  | Tuna Luso        | Tuna Luso (pen)  | 1                | 1                | 2 (6) | 3              | 0              | 3              |                |                |  |           |                 |                 |                 |                 |  |  |
|  | Tuna Luso        |                  |                  |                  |       | 3              | 0              | 3              |                |                |  |           |                 |                 |                 |                 |  |  |
|  | Itupiranga       | 0                | 1                | 1                |       |                |                |                |                |                |  |           |                 |                 |                 |                 |  |  |
|  | Itupiranga       | 0                | 1                | 1                |       |                |                |                |                |                |  | Tuna Luso | 4               | 1               | 5               |                 |  |  |
|  |                  |                  |                  |                  |       |                |                |                |                |                |  | Tuna Luso | 4               | 1               | 5               |                 |  |  |
|  |                  | Paysandu         | 2                | 4                | 6     |                |                |                |                |                |  |           |                 |                 |                 |                 |  |  |
|  | Paysandu         | Paysandu         | 2                | 4                | 6     | 0              | 1              | 1              |                |                |  |           |                 |                 |                 |                 |  |  |
|  | Paysandu         |                  |                  |                  |       | 0              | 1              | 1              |                |                |  |           |                 |                 |                 |                 |  |  |
|  | Bragantino-PA    | 0                | 0                | 0                |       |                |                |                |                |                |  |           |                 |                 |                 |                 |  |  |
|  | Bragantino-PA    | 0                | 0                | 0                |       | Paysandu (pen) | 0              | 1              | 1 (4)          |                |  |           |                 |                 |                 |                 |  |  |
|  |                  |                  |                  |                  |       | Paysandu (pen) | 0              | 1              | 1 (4)          |                |  |           |                 |                 |                 |                 |  |  |
|  |                  | Castanhal        | 0                | 1                | 1 (2) |                |                |                |                |                |  |           |                 |                 |                 |                 |  |  |
|  | Independente-PA  | Castanhal        | 0                | 1                | 1 (2) | 1              | 1              | 2              |                |                |  |           |                 |                 |                 |                 |  |  |
|  | Independente-PA  |                  |                  |                  |       | 1              | 1              | 2              |                |                |  |           |                 |                 |                 |                 |  |  |
|  | Castanhal        | 1                | 2                | 3                |       |                |                |                |                |                |  |           |                 |                 |                 |                 |  |  |

### Terceiro lugar
| Equipe 1 | Resultado | Equipe 2  |
| -------- | --------- | --------- |
| Remo     | 3–0       | Castanhal |

## Premiação
| Campeonato Paraense 2021        |
| ------------------------------- |
| Belém                           |
| Paysandu Bicampeão (49° título) |

## Artilharia
Atualizado em 23 de Maio
| Gols | Jogador         | Equipe          |
| ---- | --------------- | --------------- |
| 8    | Cris Maranhense | Bragantino-PA   |
| 8    | Paulo Rangel    | Tuna Luso       |
| 6    | Dioguinho       | Remo            |
| 5    | Nicolas         | Paysandu        |
| 5    | Gabriel Barbosa | Paysandu        |
| 5    | Raílson         | Independente-PA |
| 5    | Léo Rosa        | Tuna Luso       |

## Públicos
Devido a Pandemia de COVID-19 o Campeonato Paraense de 2021 está sendo disputado de portões fechados e sem previsão da liberação de público.

## Classificação geral
Atualizado em 23 de Maio
- O Castanhal herdou a vaga na Copa do Brasil 2022 do Clube do Remo pelo mesmo ter sido campeão da Copa Verde 2021.

## Seleção do campeonato

### Seleção "Trofeu Camisa 13" daRBA TV(Votação Popular)
| Posição          | Jogador         | Clube           |
| Goleiro          | Vinicius        | Remo            |
| Lateral-direito  | Leo Rosa        | Tuna Luso       |
| Zagueiro         | Perema          | Paysandu        |
| Zagueiro         | Bernardo        | Independente-PA |
| Lateral-esquerdo | Alexandre Pinho | Tuna Luso       |
| Volante          | Anderson Uchôa  | Remo            |
| Volante          | Lucas Siqueira  | Remo            |
| Meia             | Felipe Gedoz    | Remo            |
| Meia             | Lukinha         | Tuna Luso       |
| Atacante         | Canga           | Castanhal       |
| Atacante         | Nicolas         | Paysandu        |
| Técnico          | Paulo Bonamigo  | Remo            |
| ---------------- | --------------- | --------------- |

- Revelação: Tulio (Bragantino-PA)
- Craque do Campeonato: Felipe Gedoz (Remo)
- Preparador Físico: Renan Capra (Remo)

## Técnicos
| Equipe          | Técnico                                                               |
| --------------- | --------------------------------------------------------------------- |
| Águia de Marabá | João Galvão (1ª— Quartas de final)                                    |
| Bragantino      | Cacaio (1ª—3ª) Glauco Luiz (4ª—8ª) Artur Oliveira (Quarta de Final)   |
| Carajás         | Pedro Paulo (1ª—3ª) Pedro Henrique (4ª— 8ª)                           |
| Castanhal       | Artur Oliveira (1ª—3ª) Cacaio (4ª—3º e 4º lugar)                      |
| Gavião          | Zeca Gavião (1ª—8ª)                                                   |
| Independente    | Sinomar Naves (1ª— Quarta de final)                                   |
| Itupiranga      | Wando (1ª— Quarta de Final)                                           |
| Paragominas     | Júlio César Garcia (1ª—4ª) Matheus Lima (5ª—8ª)                       |
| Paysandu        | Itamar Schülle (1ª—Final (ida)) Wilton Bezerra (Final (volta)) [F4]   |
| Remo            | Paulo Bonamigo (1ª—3º e 4º lugar)                                     |
| Tapajós         | Matheus Lima (1ª—3ª) Flávio Goiano (4ª—5ª)[F3] Artur Oliveira (6ª—8ª) |
| Tuna            | Róbson Melo (1ª—Final)                                                |

- ^ F3. Devido a saída de Matheus Lima dois dias antes da partida entre Tapajós e Castanhal, o gerente de futebol assumiu interinamente como técnico na 4ª e 5ª rodadas[15]

- ^ F4. Após demissão do técnico Itamar Schülle, o Paysandu teve de colocar seu auxiliar técnico permanente para comandar a equipe na finalíssima do estadual. [16]

### Mudança de Técnicos
| Clube         | Antecessor         | Motivo     | Data        | Última partida                    | Rod     | Pos | Sucessor       | Ref.          |
| ------------- | ------------------ | ---------- | ----------- | --------------------------------- | ------- | --- | -------------- | ------------- |
| Castanhal     | Artur Oliveira     | Rescisão   | 18 de março | Castanhal 0–3 Volta Redonda       | 3ª      | 5°  | Cacaio         | [ 17 ] [ 18 ] |
| Bragantino-PA | Cacaio             | Rescisão   | 20 de março | Bragantino-PA 0–0 Águia de Marabá | 3ª      | 6°  | Glauco Luiz    | [ 18 ] [ 19 ] |
| Carajás       | Pedro Paulo        | Rescisão   | 26 de março | Carajás 1–2 Paysandu              | 3ª      | 8°  | Pedro Henrique | [ 20 ] [ 21 ] |
| Tapajós       | Matheus Lima       | Rescisão   | 4 de abril  | Paragominas 0–0 Tapajós           | 3ª      | 10° | Flávio Goiano  | [ 22 ] [ 15 ] |
| Paragominas   | Júlio César Garcia | Rescisão   | 4 de abril  | Tuna Luso 4–1 Paragominas         | 4ª      | 8°  | Matheus Lima   | [ 22 ]        |
| Tapajós       | Flávio Goiano      | Remanejado | 11 de abril | Itupiranga 1–0 Tapajós            | 5ª      | 11° | Artur Oliveira | [ 23 ]        |
| Bragantino-PA | Glauco Luiz        | Remanejado | 29 de abril | Tuna Luso 5–3 Bragantino-PA       | 4ª      | 7°  | Artur Oliveira | [ 24 ]        |
| Paysandu      | Itamar Schülle     | Rescisão   | 16 de maio  | Tuna Luso 4–2 Paysandu            | F (ida) | -   |                | [ 25 ] [ 26 ] |

## Transmissão
Os jogos foram transmitidos ao vivo pela Rede Cultura do Pará pelo 12.° ano consecutivo, pela Rede Meio Norte e TV Cultura (via internet). Houve também um interesse por parte da TV Liberal para as transmissões ao vivo do estadual, porém o acordo não foi para frente.
Por consequência da Pandemia de COVID-19, o campeonato está sendo disputado sem a presença de torcida, sendo assim a Funtelpa autorizou os clubes a transmitirem em seus canais as partidas. O jogo de volta da grande final foi transmitido pela segunda vez em rede nacional na TV Brasil.

## Campeonato Paraense sub-20
- A competição garante ao campeão vaga na Copa do Brasil Sub-20 de 2022 e garante ao campeão e vice vaga na Copa São Paulo de Futebol Junior de 2023.

- Campeão: Remo
- Vice-campeão: Parauapebas

| 5 de fevereiro de 2022 | Remo                          | 2 – 1      | Parauapebas     | Banpará Baenão, Belém                      |
| 19:00                  | Pedro Paulo 3' · Henrique 15' | Súmula FPF | 36' Marcos Pará | Árbitro: PA Melck Muller Soares de Almeida |

| 24 de fevereiro de 2022 | Parauapebas | 1 – 3         | Remo                                    | Rosenão, Parauapebas                    |
| 19:00                   | Gol marcado | [ Súmula FPF] | Gol marcado · Gol marcado · Gol marcado | Árbitro: PA Emmanuel Luiz Ribeiro Gomes |

## Campeonato Paraense sub-17
- A competição garante ao campeão vaga na Copa do Brasil Sub-17 de 2022.

- Campeão: Remo
- Vice-campeão: Paysandu

| 22 de dezembro | Remo                   | 2 – 1      | Paysandu | Banpará Baenão, Belém                                 |
| 20:00          | Estuarte 3' · Kaua 75' | Súmula FPF | 55' Ivan | Árbitro: PA Alexandre Expedito Vieira da Silva Junior |

| 26 de dezembro | Paysandu    | 1 – 2         | Remo                      | Banpará Curuzu, Belém |
| 9:15           | Gol marcado | [ Súmula FPF] | Gol marcado · Gol marcado | Árbitro: PA           |

## Feminino
- A competição garante ao campeão vaga no Campeonato Brasileiro Feminino - Série A3 de 2022.
- Ver Também: Campeonato Paraense de Futebol Feminino de 2021

- Campeão: Remo
- Vice-campeão: Gavião Kyikatejê

| 16 de janeiro de 2022 | Gavião Kyikatejê | 1 – 6      | Remo                                                                             | Estádio Municipal Lúcio Antunes Da Silva, Bom Jesus do Tocantins |
| 10:00                 | Clarinha 65'     | Súmula FPF | 7' 22' Radija · 25' Lora Capanema · 49' Thaisa · 71' Carol Silva · 90+3' Leticia | Árbitro: PA Alan Rogerio Santos Lisboa                           |

| 23 de janeiro de 2022 | Remo | 3 – 0 (W.O.) | Gavião Kyikatejê | Banpará Baenão, Belém            |
| 9:30                  |      | Súmula FPF   |                  | Árbitro: PA Arlene Barreto Souza |